# Oromerycidae
Oromerycidae — це невелика (як за розміром, так і за різноманітністю) вимерла родина парнокопитних, тісно пов'язаних із живими верблюдами, відома з раннього до пізнього еоцену західної Північної Америки.
Oromerycidae поміщені в парнокопитні підряд Tylopoda, який також включає верблюдів і різну кількість вимерлих родин. Деякі дослідники вважають схожість із верблюдами достатньо сильною, щоб виправдати розміщення оромерицидів у родині Camelidae як підродину Oromerycinae, але більшість виступає за розміщення в окремій родині, хоча й близькоспорідненій.
Оромерициди були дуже схожі на ранніх членів інших родин тилопод, але їм не вистачає спеціалізацій цих родин, таких як кісткові виступи на черепах протоцератид або сильно подовжені кінцівки верблюдів. Як і інші тилоподи, оромерициди мали селенодонтні зуби й тонкі кінцівки. Фактично, оромерициди демонструють лише кілька спеціалізацій, які відрізняють їх від інших тилопод, найбільш помітними з яких є злиття променевої та ліктьової кісток у передпліччі та наявність щілини між горбками ентоконіду та гіпоконуліду на останньому нижньому молярі.